# Flo Ayres
Florence Aaronson (12 de julio de 1923-14 de enero de 2022), conocida profesionalmente como Flo Ayres, fue una actriz de radio estadounidense y miembro fundador de la sección Washington D. C. de SAG-AFTRA.

## Primeros años
Ayres tenía dos hermanos y una hermana y asistió al Western High School. Después del instituto, estudió en una escuela de arte dramático y trabajó con grupos de teatro locales durante tres años.

## Carrera
En 1948, Ayres actuó en Baltimore en una producción del Johns Hopkins Playshop de una traducción inglesa de Martine. En la década de 1950, Ayres se asoció con Walt Teas, otra voz de Baltimore conocida a nivel nacional, para convertirse en uno de los primeros equipos de locutores autónomos de la industria radiofónica. Durante los 30 años siguientes, Ayres, junto con Teas y otra personalidad, Joe Knight, grabaron miles de anuncios y programas sindicados a escala nacional, la mayoría en la versión de Hollywood de Baltimore, los estudios Flite Three, y supervisados por el legendario ingeniero de sonido, Louis Mills.
En las décadas de 1960 y 1970, Ayres también impartió clases de radio y comunicaciones en varios institutos de enseñanza superior de la zona de Baltimore, como la Universidad Johns Hopkins, el Goucher College, y Towson University, y colaboró en proyectos con el famoso pintor del Vaticano Joseph Sheppard y el fotógrafo de los Beatles Morton Tadder. Ayres también desarrolló una extensa carrera en solitario que duró más de 50 años. Además de anuncios radiofónicos, Ayres narró para instituciones como la National Geographic Society, SeaWorld y la AARP. Durante 25 años, Ayres presentó regularmente programas de radio como "Tuning into Life", "The Heart of the Matter", y escribió y produjo la serie radiofónica "For the Young at Heart". Ayres escribió, produjo y protagonizó un CD de música infantil sobre modales, titulado "Doo-zees and Don't-zees", que salió a la venta en mayo de 2007.
En 1983, Ayres ganó un premio Addy de la American Advertising Federation y un premio Best in Baltimore de la Asociación de Publicidad de Baltimore por los anuncios que hizo para el Baltimore Blast.

## Últimos años y muerte
Ya retirada, incluso a los 90 años, Ayres seguía produciendo anuncios ocasionalmente desde su casa de Baltimore y desde los cercanos estudios B.H. Audio de Pikesville, Maryland. Murió en su casa de Baltimore el 14 de enero de 2022, a la edad de 98 años.